# Wayne Kramer (Musiker)

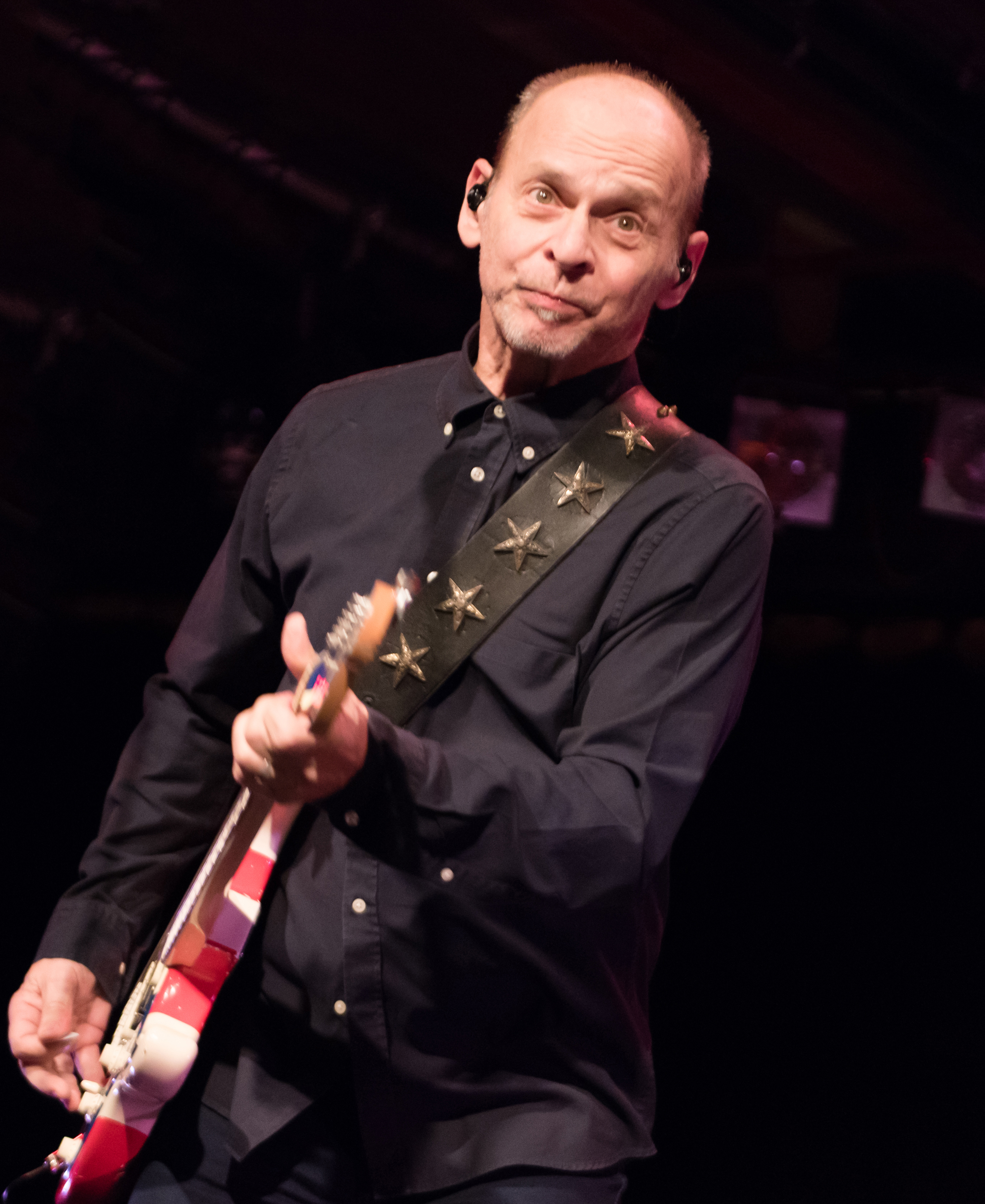
Wayne Kramer live mit MC5 in der Fabrik Hamburg 2018

Wayne Kramer (* 30. April 1948 in Detroit, Michigan; † 2. Februar 2024 in Los Angeles, Kalifornien) war ein US-amerikanischer Gitarrist, Sänger und Komponist.
In den späten 1960ern erlangte Kramer Bekanntheit als Mitbegründer der Detroiter Rockgruppe MC5 (Motor City 5). Diese Band war damals sowohl für ihre energiegeladenen Live-Auftritte bekannt, als auch für ihre extreme linke politische Einstellung. MC5 löste sich aber recht bald wieder auf, da viele der Bandmitglieder mit persönlichen, aber auch Drogenproblemen zu kämpfen hatten. Das führte zu einigen schlimmen Jahren für Kramer, er kämpfte sich durch eine lange Zeit der Drogenabhängigkeit, bis er es letztlich schaffte, in den 1990er Jahren wieder im Musikbusiness Fuß zu fassen.

## Die Zeit mit den MC5
MC5 traten sehr oft im Grande Ballroom in Detroit auf. Damals wurden sie von John Sinclair gemanagt. Sinclair war ein linksradikaler Schriftsteller und Mitbegründer der White Panther Party. 1970 wurde Sinclair von Jon Landau als Manager abgelöst. Nachdem sich MC5 aufgelöst hatte, rutschte Kramer tiefer in die Drogenszene ab und beging einige Verbrechen, um seine Sucht zu finanzieren.

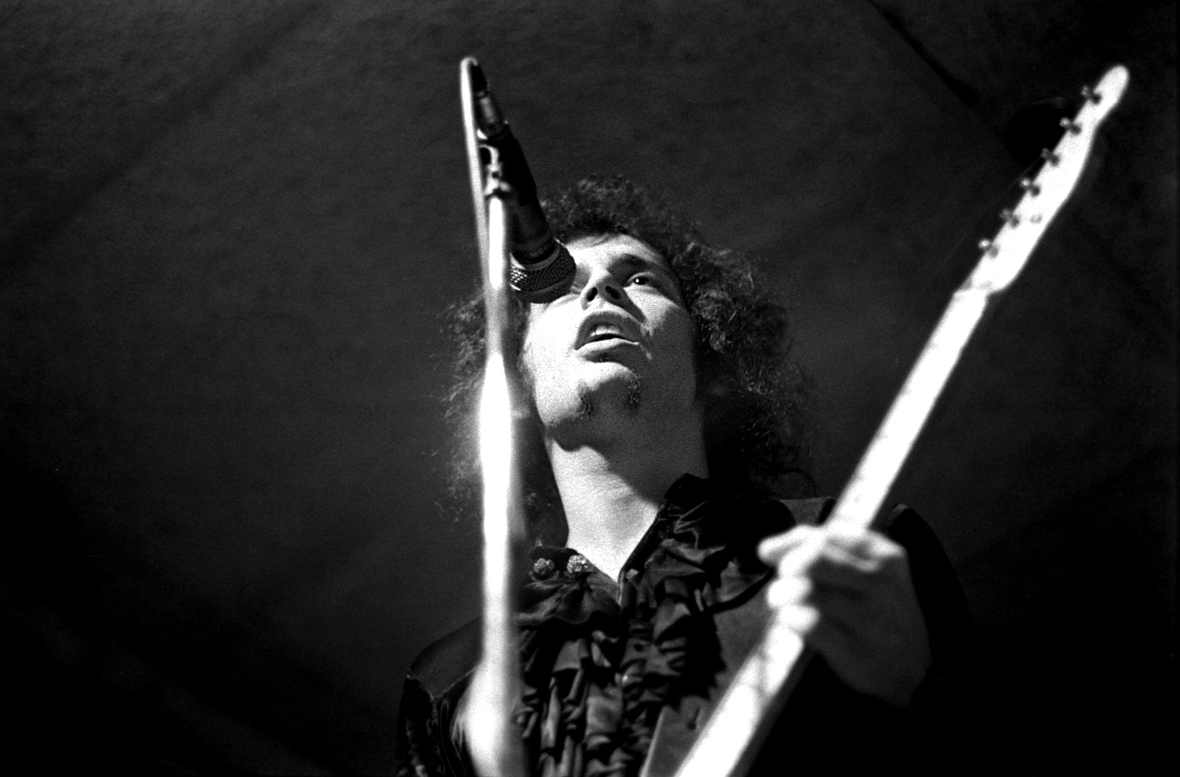
Kramer bei einem Konzert (1974)

Im Jahre 1975 wurde Kramer beim Versuch, Kokain an verdeckte Ermittler zu verkaufen, verhaftet. Kramer wurde verurteilt und für zwei Jahre im Lexington Staatsgefängnis in Kentucky inhaftiert. Dort lernte er Red Rodney kennen, einen Jazztrompeter, der schon mit dem Charlie-Parker-Quintett auf Tour gewesen war. Beide spielten gemeinsam in der Gefängniskapelle die Sonntagsmesse.

## Nach den MC5
Nach seiner Entlassung aus dem Gefängnis zog Kramer nach New York City. Dort gründete er mit Johnny Thunders die Band Gang War, die aber nur kurze Zeit existierte. Die meiste Zeit in den 1980er Jahren arbeitete Kramer als Tischler und versuchte, seine Drogenabhängigkeit zu bewältigen.
Im Jahre 1991 vereinigten sich die noch lebenden Mitglieder von MC5 im Rahmen eines Gedenkkonzerts zum Andenken an den verstorbenen Sänger Rob Tyner; dieser war einem Herzinfarkt erlegen. Dieses Konzert wurde der Auslöser für eine Wiedervereinigungs-Tour, die sich über mehrere Jahre zog und die Band sogar nach Europa brachte. Einige der Shows wurden mit dem Sänger GG Allin aufgeführt und aufgezeichnet.
Kramer startete 1994 ein Soloprojekt. Er nahm einige Platten auf, unter anderem The Hard Stuff, welche 1995 von Don Was produziert wurden. Dieser war der Detroit-Rock-Szene aus den 1960ern tief verbunden. Die meisten Songs des Albums wurden mit der Band Claw Hammer aufgenommen, des Weiteren spielten auch Mitglieder der Bands The Melvins und The Vandals Parts auf dem Album.
Zeitweise spielte Kramer als Bassist bei Mudhoney. Zuletzt war er mit Marianne Faithfull auf Tour und Mitglied ihrer Band.

## Soloalben
- Death Tongue (1991), Progressive
- The Hard Stuff (1995), Epitaph Records
- Dangerous Madness (1996), Epitaph Records
- Dodge Main (1996), Alive
- Gang War (1996), Sonic
- Citizen Wayne (1997), Epitaph Records
- LLMF (Live Like a Mutherfucker) (1998), Epitaph Records
- The Return of Citizen Wayne (2002), Muscle Tone
- Adult World (2002), Muscle Tone
- More Dangerous Madness (2004), Diesel Motor
- Mad for the Racket (2004), Diesel Motor